# 槐芽镇
槐芽镇，是中华人民共和国陕西省宝鸡市眉县下辖的一个乡镇级行政单位。

## 行政区划
槐芽镇下辖以下地区：
槐芽街道社区、肖里沟村、保安堡村、东柿林村、西柿林村、红崖头村、权四滩村、清湫村、西街村和槐西村。